# 涅瓦·莫里斯
涅瓦·莫里斯（Neva Morris，原姓氏Freed，1895年8月3日—2010年4月6日）是美國的超级人瑞。

## 年少生涯
莫理斯女士出生於艾奧瓦州的埃姆斯，她在那裡待了一輩子。她的父母叫做Schuyler和Cambia Freed ，她是他們四個孩子中最年輕的一位。涅瓦·莫里斯在1914年嫁給了Edward Leonard Morris，他們後來生了四個孩子——Leslee（1915年—1991年）、Mary Jane（1920年—1983年）、Walter（1928年—2017年）、Bettylee（1919年—1998年），孩子們跟Edward的父母（Gertrude Rutherford和Walter Leonard Morris）住在一起，在一塊224英畝（0.91平方）的田地。她靠著養雞、豬、奶牛為生，也讓自己的四個孩子靠著這些收入就讀艾奥瓦州立大学。

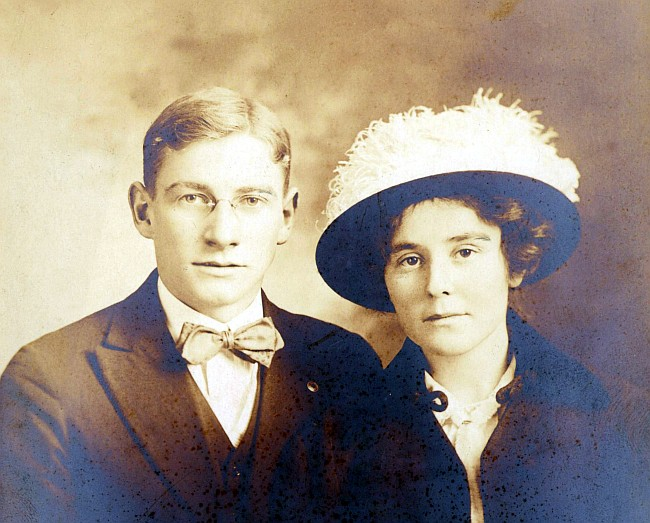
1914年時Edward Morris和Neva Freed的結婚照。

## 中壯年
涅瓦的女婿，105歲的Tom Wickersham跟她住在同一間養老院，他曾經表示「她一輩子認真工作，吃的是從農場裡產出的肉、乳製品、蔬菜，它們豐富又健康。這讓她不生病。」 Walter Morris　年齡97，他是莫里斯女士的小兒子，他相信母親長壽的秘訣在於她對高速開車的熱愛。他見證了母親80年來沒有發生任何事故的紀錄。在90歲的年紀時，她還買了一台1985年出廠的Mercury Grand Marquis。直到95歲的年紀她才不再開車。
莫里斯女士的丈夫死於1960年。她在99歲的時候，從自家的農場搬去了北大照護中心（North Grand Care Center）之後又於1998年時搬到北心社區（Northcrest Community。根據 Wickersham 在2010年3月的訪談，莫里斯女士「視覺和聽覺都不太好了，但在療養院還是可以參加一點點活動。」

## 去世
2010年4月6日，莫里斯女士過世，當時她的身旁還有他90歲的女婿陪伴。她也是世界上最後一位生於1895年的生者，不過查證生於1895年的最年長者並不是莫里斯而是瑪麗·約瑟芬·雷。莫里斯女士是世界上第二高齡的人瑞。在她去世時，莫里斯女士的還在世的家人還有一個兒子、八個孫輩、十九個曾孫輩、以及許多的玄孫輩子女。
在她去世後，尤尼斯·桑博恩取代了她美國最老人瑞的位置。

## 外部連結
- YouTube上的Neva Morris在114歲時所拍攝的影片